# Szlagnowo (przystanek kolejowy)
Szlagnowo – zlikwidowany wąskotorowy przystanek osobowy w Szlagnowie, w gminie Stare Pole, w powiecie malborskim, w województwie pomorskim. Położony był na linii kolejowej z Malborka Kałdowa Wąskotorowego do Świetlik. Odcinek do Stalewa został otwarty w październiku 1909 roku.